# 広村堤防

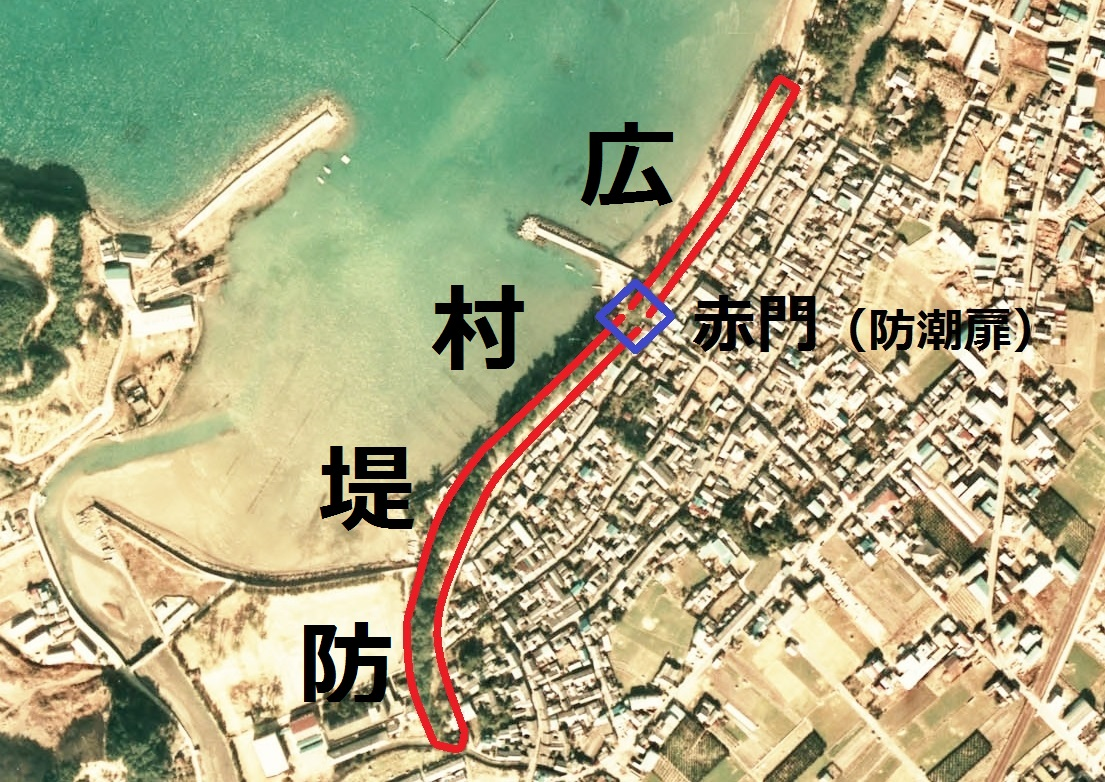
広村堤防付近の空中写真。
。（1974年撮影）

広村堤防（ひろむらていぼう）は、和歌山県有田郡広川町にある防浪堤防。国の史跡に指定されている。
広川町には室町時代から堤防が存在したが、現在広村堤防と呼ばれている堤防は、安政元年（1854年）に発生した安政南海地震の後に、濱口梧陵の指揮のもと築造された。後にこの堤防は昭和南海地震の津波の際などにおいて効果を発揮した。

## 歴史

### 畠山氏の堤防
広村（現在の広川町）は、湯浅湾の最奥部に位置するため、古くから津波で甚大な被害を受けてきた。
室町時代の応永6年（1399年）に豪族畠山氏が紀伊の領主となると、津波対策として、海岸に石垣を築いた。石垣は海面からの高さが一間半（約2.7メートル）、長さが四百間（約727メートル）の堅固なものであった。この石垣はコンクリートで補強され現在も災害対策に活用されている。
石垣が造られたことは、広村がその後繁栄した要因の1つといわれている。広村はその後最盛期を迎え、人家が1,700戸に達した。

### 和田の石堤と宝永地震
慶長9年（1605年）、慶長地震により津波が発生し、広村は大きな被害を受けた。ただし、この記事は疑問視されている。
元和5年（1619年）になると、徳川頼宣が紀州の藩主となった。そしてその後の寛文年間（1661年～1673年）に、湯浅湾に「和田の石堤」と呼ばれる石垣が造られた。これは、湾内の船を高潮から守るためのもので、長さは120間（約218メートル）あった。この石垣が造られたことによって、広村は中継港としての機能を持つようになった。
しかし宝永4年（1707年）、宝永地震が原因で起こった津波によって、広村は壊滅的な被害を受けた。当時の広村は1,086戸の規模で、「湯浅千軒広千軒、同じ千軒なら広がよい」と謳われていたが、この津波で850戸が失われ、192人の死者を出した。
津波によって和田の石堤は崩壊したため、修復がほどこされ、享和2年（1802年）に工事が完了した。しかし弘化4年（1847年）に石垣は再び破損した。住民は藩に対して石垣修復のための願書をたびたび提出したが、財政的な都合により、修復はなされなかった。

### 安政地震と「稲むらの火」

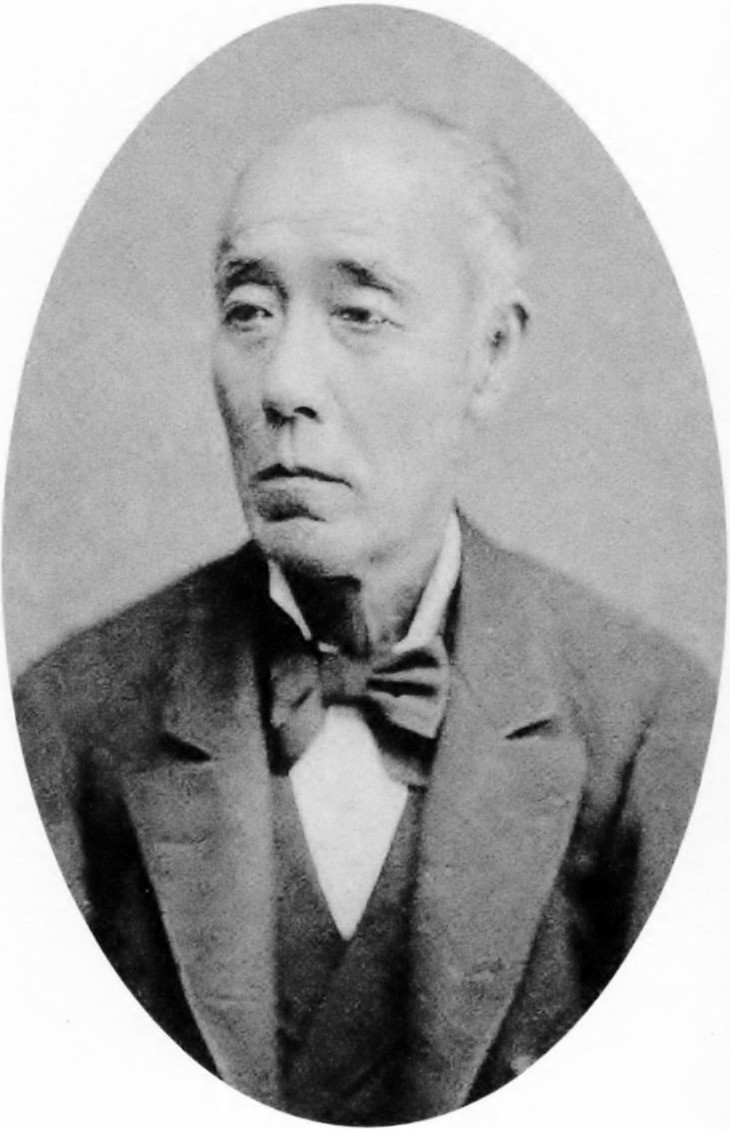
濱口梧陵

安政元年11月5日（1854年12月24日）、安政の大地震（安政南海地震）により、広村の339戸に被害をもたらした。しかし、『稲むらの火』で知られるように、濱口儀兵衛家（現在のヤマサ醤油）当主であった濱口梧陵は大量の藁の山に火をつけ、地震の2次災害である津波から広村の村人を救った。その結果、流出家屋125戸、半壊家屋56戸の被害を受けながら死者は30人に抑えることができた。

### 広村堤防の築造
安政地震による津波の被害によって、広村住人の多くが家や職を失った。また村人は津波の再来におびえて、他の村へ移住する者も出るようになった。
地震から教訓を得た梧陵は、同志と大堤防の築造を決意した。梧陵は浜口吉右衛門の賛同を得て、紀州藩に上申書を出した。上申書では広村の現状について述べたうえで、高さ二間半（約4.5メートル）、長さ五百余間（約900メートル）の堤防を造る許可を求めた。工事費用は梧陵が負担するとした。
藩からの許可が得られたため、安政2年（1855年）2月から堤防工事が始められた。地震から3か月後のことである。工事は主に広村の村民の手によりおこなわれた。元々、梧陵の堤防建設計画には、津波で職を失った村民に堤防建設という仕事を与えて生活を安定させることで、村人の流出を防ぐという目的もあったのである。農繁期には工事の仕事を休んでも良く、また仕事をしたその日に日当が支払われるということもあって、村民は喜んで作業にあたったという。またこの堤防建設には、重い年貢がかけられていた田地を堤防にすることで、農民の負担を軽くするという効果も見込んでいた。
工事は安政5年（1858年）12月まで続けられ、堤防の長さは370間（約670メートル）となった。目標の500間には達していないが、外国船の渡来などといった社会不安が高まってきたこともあって、ここで工事は中断された。
この工事で要した人員は延べ5万6736人、費用は銀94貫344匁（金1,572両）であった。現代の金額に換算すると、米価換算ではおよそ3億7000万円、賃金換算ではおよそ18億6000万円になる。この費用はすべて梧陵が調達した。梧陵は当時のヤマサ銚子店の支配人である濱口孫兵衛および平兵衛と交渉し、最終的に安政2年に818両、安政3年に700両、安政4年に500両、合計2,018両が銚子から送られた。この費用を穴埋めするため、銚子店では安政4年に醤油の大増産を実施し、その結果、過去最高の生産高を達成することができた。また、他店からも資金が送られてきているものと推定されているが、記録には残っていない。

### その後の広村堤防

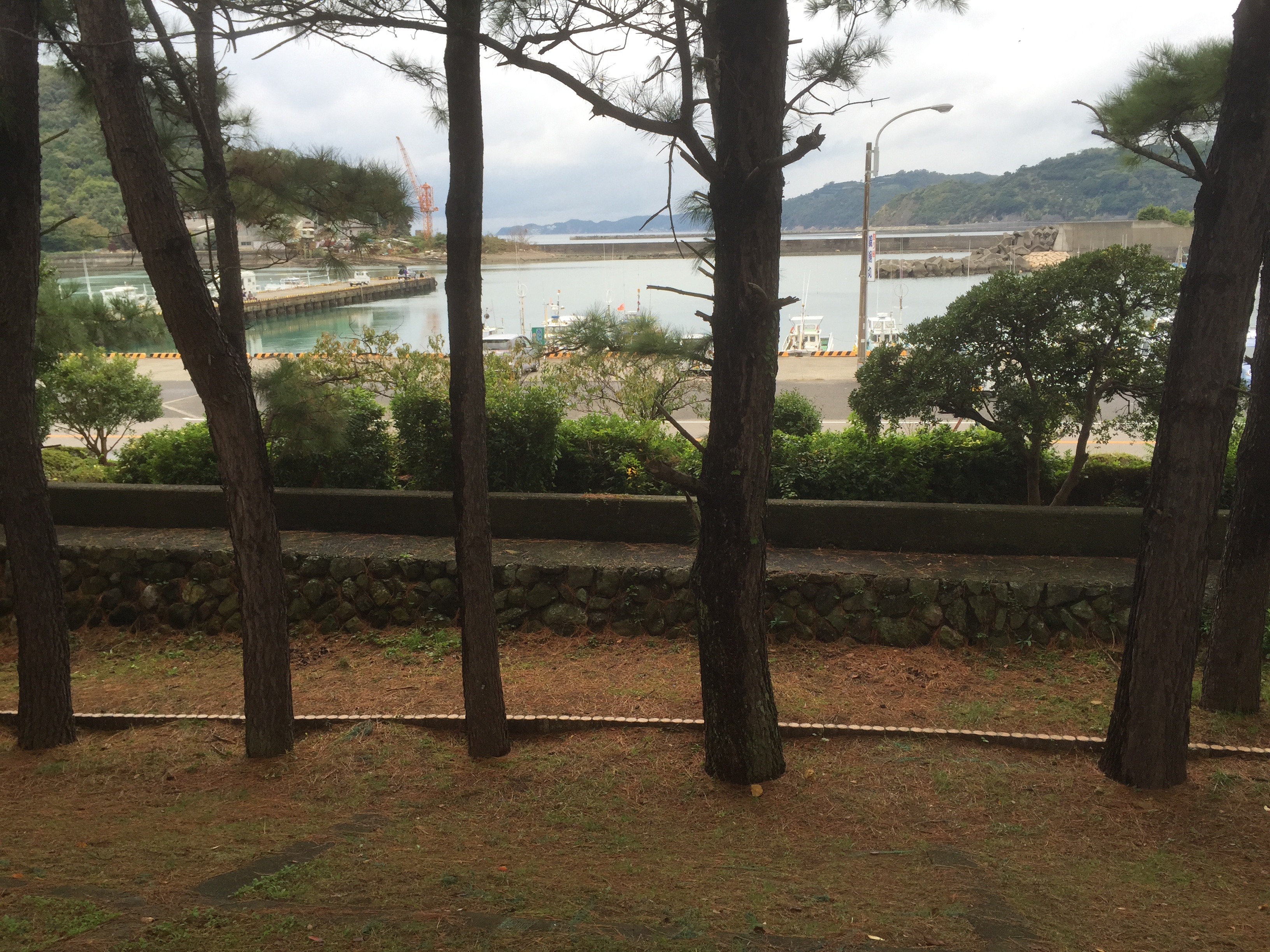
広村堤防から見た海。手前の石垣は畠山氏が築造したものである。

梧陵死後の大正2年（1913年）、広村に高波が襲来した。このとき広村堤防が波を防いだため、村への被害は食い止められた。
昭和8年（1933年）に広村堤防の傍へ濱口梧陵の偉業と徳を讃える感恩碑が立てられた。
昭和19年（1944年）12月7日昭和東南海地震によって津波が発生した。このときも広村堤防はその役割を果たした。
昭和21年（1946年）12月21日、昭和南海地震が起こった。この時に広川町に押し寄せた津波は4メートルまたは5メートルに達した。堤防はこの時も町の人々を津波から守り、堤防のある地域の被害は一部の家が浸水した程度にとどまった。ただし堤防の無い耐久中学、日東紡績工場・社宅周辺は被害が大きく、22人の死者を出している。
昭和26年（1951年）から昭和36年（1961年）にかけて、畠山氏が造った堤防と梧陵が造った堤防に護岸改修工事が施された。

## 概況
- 高さ - 約5m[24]
- 根幅 - 約20m[24]
- 天幅 - 約2m[24]
- 全長 - 約640m（造営時は670m）[25]

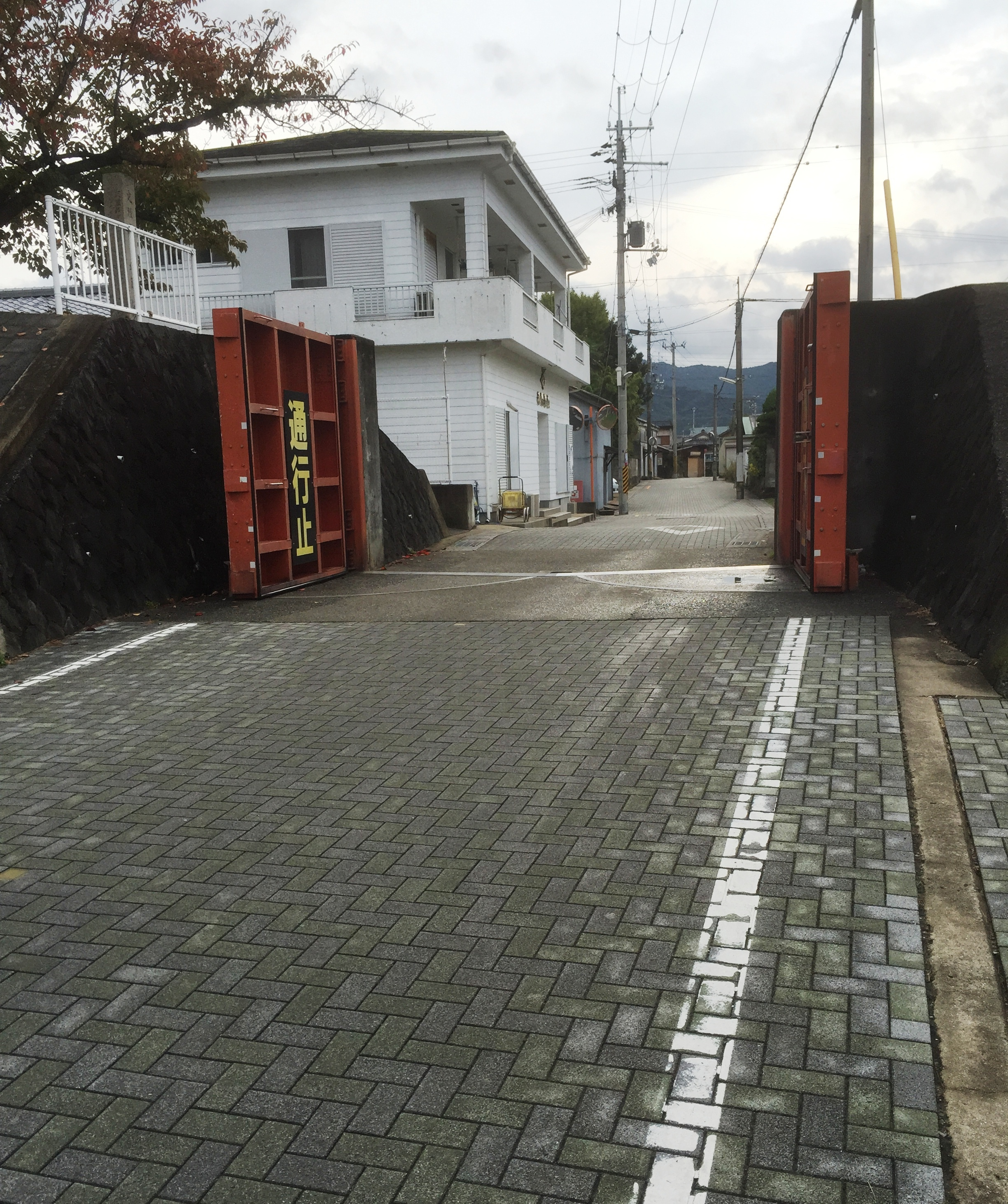
広村堤防の赤門

梧陵の堤防の海寄りに畠山氏の堤防がある。梧陵の提案により、2つの堤防の間にはクロマツやマサキといった防潮林が植えられている。クロマツは山で育った木の中から選び出して植え替えた。また梧陵はハゼノキも植えている。これは、木が大きくなったら、実から採れる木蝋を使ってロウソクを作り、それを売った金を堤防の修復費用に充てるというねらいがあった。この計画は後に実を結び、収益は一時期町の財源にも充てられた。なお、梧陵が植えたクロマツはマツクイムシの被害にあってすべて枯れてしまった。現在のクロマツはその後に植え直したものである。
堤防には切り通しが2か所あり、そのうちの1か所には防潮扉が設置されている。この防潮扉は赤門と呼ばれ、1926年にはじめて設置された。現在の赤門は1980年に作られたものである。
堤防の中央付近には、1933年に建てられた感恩碑がある。

## 評価

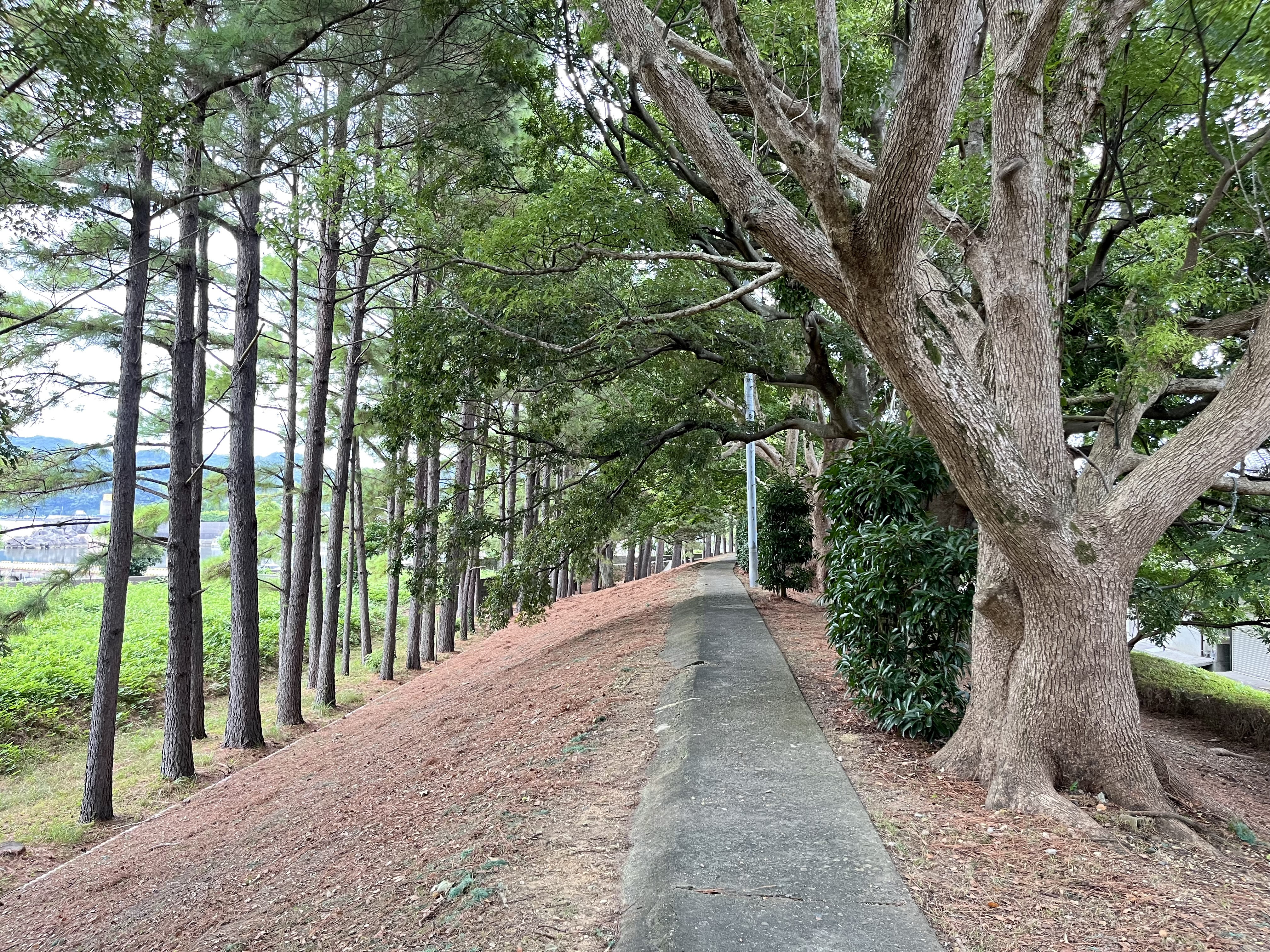
広村堤防の上は歩道になっており、地域住民が掃除や草刈りなどの手入れをしている。

平成21年（2009年）に広川町広地区・上中野地区の住人のうち28名を対象にしたアンケートによると、広川町のシンボルとして多くの住人が広村堤防を挙げ、この堤防に対しても好意的な回答を述べている。
堤防の効果については、昭和南海地震での津波などにおける効果については認められているが、堤防の外側では被害が発生し、死者も出している。この地区の立地上の危険性については昭和南海地震発生前の1930年代から今村明恒によって指摘されていたのであるが、この津波で死亡した広川町住人の多くは地方から来た紡績工であったため、過去の津波に対する知識が不足していた。また、将来の襲来が予想されている南海・東南海地震に対しては、現在の5メートルの高さの堤防では防ぎきれない恐れがあるといわれている。以上のことから広川町では、津波による被害を防ぐための教育などによって防災意識を高めている。一方で、現在の広川町役場が、費用不足で内陸部に建てることができず、広川堤防よりも海側に建てられているといった問題点も指摘されている
広川町では、毎年11月に感恩碑の前で津浪祭が行われている。これは明治36年（1903年）に始まったもので、この行事では地元の小中学生が土を持ち寄り、堤防への土盛りをおこなっている。また、平成14年（2002年）からは「稲むらの火祭り」が開催され、平成19年（2007年）には「稲むらの火の館」が開館するなど、防災教育を進めながら、これをまちづくりの一環として地域の活性化につなげようという動きが進んでいる。その中で広村堤防は中心的な位置を占め、濱口梧陵や津波災害について想い起させる遺産としての役割を担っているともとらえられている。

### 註釈
1. ↑  この記事の原典『和歌山県有田郡地震津浪の記事』の記述は「天正年間地大に震ひ、紀州沿岸に津浪襲来し、広村及び辰ヶ浜最多く其害を被る、広村は当時人家一千七百余戸を有し郡中第一の繁華地なりしが、此津浪の為に戸数七百を流亡し、多数の死傷者を出せり」であり今村明恒が慶長津波の可能性を唱えたが、記述は天正であり、石橋(2014)および山本・萩原(1995)は否定的である。
2. ↑  『雨窓茶話』の記録では「広村850戸そのうち700戸流亡」となっている。